# Tovarnianska Polianka
Tovarnianska Polianka – wieś (obec) na Słowacji położona w kraju preszowskim, w powiecie Vranov nad Topľou. Pierwsze wzmianki o miejscowości pochodzą z 1335 roku.
Według danych z dnia 31 grudnia 2012 roku, wieś zamieszkiwało 108 osób, w tym 57 kobiet i 51 mężczyzn.
W 2001 roku pod względem narodowości i przynależności etnicznej miejscowość zamieszkiwali wyłącznie Słowacy.
Ze względu na wyznawaną religię struktura mieszkańców kształtowała się w 2001 roku następująco:
- Katolicy rzymscy – 54,41%
- Grekokatolicy – 28,68%
- Ewangelicy – 16,18%
- Prawosławni – 0,74%